# MTV Europe Music Awards de 2012
O MTV Europe Music Awards de 2012 foi realizado em Frankfurt, Hesse, na Alemanha, no dia 11 de novembro de 2012, na arena Festhalle Frankfurt, e transmitido pelos diferentes canais da rede televisiva MTV. 
Esta foi a segunda vez que Frankfurt recebeu a premiação, depois de já tê-la acolhido em 2001, e a quinta vez que a mesma ocorreu na Alemanha. A cerimônia contou com apresentação da modelo alemã Heidi Klum, enquanto o rapper estadunidense Ludacris serviu como co apresentador, na plateia.
Os indicados foram anunciados a 17 de setembro de 2012, com a cantora barbadiana Rihanna liderando com sete indicações, posteriormente recebendo uma oitava indicação, de Melhor Artista Global, seguida da cantora americana Taylor Swift, com cinco indicações. Swift, o cantor canadense Justin Bieber, o grupo britânico-irlandês One Direction e o cantor chinês Han Geng foram os maiores vencedores desta edição, tendo arrecadado três troféus cada. 
Whitney Houston, falecida em fevereiro de 2012, foi homenageada com o prêmio Ícone Global, sendo a única artista solo a quem foi atribuído este prêmio honorífico postumamente.

## Apresentações
| Artista(s)       | Canção(ões)                               | Apresentado(s) por |
| ---------------- | ----------------------------------------- | ------------------ |
| Rita Ora         | "R.I.P."                                  | Heidi Klum         |
| Fun              | "We Are Young"                            | —                  |
| Carly Rae Jepsen | "Call Me Maybe"                           | —                  |
| Alicia Keys      | "New Day"" "Girl on Fire"                 | —                  |
| No Doubt         | "Looking Hot"                             | Heidi Klum         |
| The Killers      | "Runaways"                                | Heidi Klum         |
| Psy              | "Gangnam Style"                           | Heidi Klum         |
| Muse             | "Madness"                                 | —                  |
| Pitbull          | "Don't Stop the Party"                    | Heidi Klum         |
| Taylor Swift     | "We Are Never Ever Getting Back Together" | Heidi Klum         |

## Vencedores e indicados
A lista completa de indicados foi anunciada para votação em 17 de setembro:
| Melhor Canção (apresentado por Kim Kardashian) | Melhor Vídeo (apresentado por David Hasselhoff) |
| --- | --- |
| - Carly Rae Jepsen — "Call Me Maybe" - Gotye com part. de Kimbra — "Somebody That I Used to Know" - Pitbull com part. de Chris Brown — "International Love" - Fun com part. de Janelle Monáe — "We Are Young" - Rihanna com part. deCalvin Harris — "We Found Love" | - Psy — "Gangnam Style" - Lady Gaga — "Marry the Night" - Katy Perry — "Wide Awake" - M.I.A. — "Bad Girls" - Rihanna com part. de Calvin Harris — "We Found Love"                                                                              |
| Melhor Cantora (apresentado por Lana Del Rey) | Melhor Cantor (apresentado pelo elenco de Geordie Shore) |
| - Taylor Swift - Nicki Minaj - P!nk - Katy Perry - Rihanna | - Justin Bieber - Pitbull - Jay-Z - Flo Rida - Kanye West |
| Artista Revelação | Melhor Artista de Pop |
| - One Direction - Carly Rae Jepsen - Fun - The Wanted - Rita Ora | - Justin Bieber - Taylor Swift - Katy Perry - No Doubt - Rihanna |
| Melhor Artista de Música Eletrônica | Melhor Artista de Rock |
| - David Guetta - Avicii - Calvin Harris - Skrillex - Swedish House Mafia | - Linkin Park - Coldplay - Green Day - Muse - The Killers |
| Melhor Artista Alternativo (apresentado por Sway no backstage) | Melhor Artista de Hip-Hop |
| - Lana Del Rey - Arctic Monkeys - The Black Keys - Florence and the Machine - Jack White | - Nicki Minaj - Drake - Jay-Z e Kanye West - Nas - Rick Ross |
| Melhor Artista Ao Vivo (apresentado por Brett Davern, Isabeli Fontana e Anne V) | Melhor Apresentação no World Stage |
| - Taylor Swift - Green Day - Muse - Lady Gaga - Jay-Z e Kanye West | - Justin Bieber - Arcade Fire - Arctic Monkeys - B.o.B - Evanescence - Flo Rida - Jason Derülo - Joe Jonas - Kasabian - Kesha - LMFAO - Maroon 5 - Nelly Furtado - Red Hot Chili Peppers - Sean Paul - Snoop Dogg - Snow Patrol - Taylor Swift |
| Melhor Artista Push | Maiores Fãs (apresentado por Sway, Louise Roe e Brett Davern no pré-show) |
| - Carly Rae Jepsen - Conor Maynard - Foster the People - Fun - Gotye - Lana Del Rey - Mac Miller - Michael Kiwanuka - Of Monsters and Men - Rebecca Ferguson - Rita Ora                                                                                             | - One Direction - Justin Bieber - Katy Perry - Lady Gaga - Rihanna |
| Melhor Visual (apresentado por Heidi Klum) | Melhor Artista Global (apresentado por Jonas Brothers) |
| - Taylor Swift - Nicki Minaj - Jack White - A$AP Rocky - Rihanna | - Han Geng (China) - Ahmed Soultan (Oriente Médio e Ásia / África / Índia) - Dima Bilan (Europa) - Rihanna (América do Norte) - Restart (América Latina)                                                                                       |
| Artista Estadunidense do MTV2 Prestes a se Tornar Global | Prêmio Ícone Global (apresentado por Alicia Keys) |
| - MGK - 2 Chainz - ASAP Rocky - Big Sean - Mac Miller - Tyga | Whitney Houston |

Notas
1. ↑  Gaz Beadle, Holly Hagan, Sophie Kasaei, Ricci Guarnaccio, Vicky Pattison, Daniel Thomas-Tuck, Jay Gardner e Charlotte Crosby.

## Vencedores e indicados regionais
Os vencedores das nomeações locais foram revelados no dia 15 de outubro pela MTV. Os artistas vencedores de cada país representaram depois a Europa na corrida a Nomeado Europeu para Melhor Artista Global.

### Melhor Artista do Reino Unido e da Irlanda
- Conor Maynard
- / One Direction
- Jessie J
- Ed Sheeran
- Rita Ora

### Melhor Artista da América Hispanófona - Região Norte
- Danna Paola
- Jesse & Joy
- Kinky
- Panda*
- Ximena Sariñana

### Melhor Artista da América Hispanófona - Região Central
- Ádammo
- Caramelos de Cianuro
- Don Tetto*
- Juanes
- Naty Botero

### Melhor Artista da América Hispanófona - Região Sul
- Axel*
- Babasonicos
- Campo
- Miranda!
- Tan Biónica

### Melhor Artista Sueco
- Alina Devecerski
- Avicii
- Laleh
- Loreen*
- Panetoz

### Melhor Artista Norueguês
- Donkeyboy
- Erik & Kriss*
- Madcon
- Karpe Diem
- Sirkus Eliasson

### Melhor Artista Alemão
- Cro
- Kraftklub
- Seeed
- Tim Bendzko*
- Udo Lidenberg

### Melhor Artista Francês
- Irma
- Orelsan
- Sexion D'Assaut
- Shaka Ponk*
- Tal

### Melhor Artista Espanhol
- Corizonas
- Ivan Ferreiro
- Love of Lesbian
- Supersubmarina
- The Zombie Kids*

### Melhor Artista Português
- Amor Electro
- Aurea*
- Klepht
- Mónica Ferraz
- Os Azeitonas

### Melhor Artista Asiático
- Super Junior*
- Han Geng
- EXILE
- Jolin Tsai
- Yuna

### Melhor Artista Tcheco ou Eslovaco
- Ben Cristovao
- Sunshine
- Mandrage
- Celeste Buckingham
- Majk Spirit*

Nota
'''*''' - denota o artista que venceu na categoria.